# واهان تکیان
واهان میهرانی تکیان (ارمنی: Վահան Միհրանի Թէքէեան) شاعر مردمی و فعال اجتماعی اهل ارمنستان بود. وی یکی از برجسته‌ترین شاعران زبان ارمنی در ابتدای سده بیستم بود.

## زندگی
وی در ۲۱ ژانویهٔ ۱۸۷۸ در محله اورتاکوی کنستانتینوپل به دنیا آمد. وی کوچکترین فرزند خانواده بود. در سن ۱۱ سالگی پدرش درگذشت. تکیان در مدارس «نرسیسیان بربریان» و «گتروناکان» تحصیل نمود. تکیان به عنوان سردبیر روزنامه و همچنین به عنوان معلم، فعال سیاسی و اجتماعی فعالیت نمود. وی بین سال‌های ۱۹۲۶–۱۹۳۲ سردبیر روزنامه «آفتاب» (به ارمنی: արեւ) چاپ قاهره و در سال ۱۹۳۷ بنیانگذار و سردبیر روزنامه «بیداری» (به ارمنی: զարթոնք) چاپ بیروت بود. در محافل ادبی ارمنی، از وی به خاطر سرودن اشعارش به ویژه غزلیات بی نظیرش در حوزه ادبیات ارمنی، با عنوان «شاهزاده شعر ارمنی» یاد می‌شود. محور اشعار وی عمدتاً در باب عشق بود.
برخی از آخرین اشعار وی عبارتند از: «کلیسای جامع ارامنه»، «امشب خاطره تو»، «دعای قبل از شامگاه»، «هنگامی که روز به پایان برسد»، «نام تو».
وی در ۴ آوریل ۱۹۴۵ در قاهره درگذشت و در گورستان ارمنی‌های قاهره به خاک سپرده شد.

## شعر زیستن؟ یا آنکه رؤیا دیدن
| زیستن؟ یا آنکه رؤیا دیدن؟                                     |  | هنوز هم این مسئله را حل نکرده‌ایم.                           |
| سر خوشی را در کجا باید جست؟ در رؤیا؟                          |  | یا آنکه در خود زندگی و تا به ساعت آخر هنوز تصمیم نگرفته‌ایم. |
| جان من! این مسئله عظیم بر دوش تو باید باری باشد               |  | چندانکه رؤیا از زندگی گیراتر و شور انگیزتر بود.             |
| و قلمرو تازیدنش دشت تا دشت و کوه تا کوه بی کرانه بود          |  | و یگانه کلید تمامی درهای بسته، بر کف او بود.                |
| درهائی که در پسشان گسترده نور بود و گنج‌های به نگین آراسته بود |  | ما را خوشتر آن بود که بر جاده‌های پر گل رؤیا سفر کنیم        |
| گاهی تا به مغاک گاهی به اوج‌های فراتر از آسمان اما که          |  | ای جان بیچاره‌ام! به سرانجام هر دو از پا فتاده برگشتیم.      |

## آثار
- ۱۹۰۱ - دردها «Հոգեր» (پاریس)
- ۱۹۱۴ - رستاخیز اعجازآور «Հրաշալի յարութիւն» (کنستانتینوپل)
- ۱۹۱۸ - نیمه‌شب تا سپیده‌دم «Կէս գիշերէն մինչև արշալոյս» (پاریس)
- ۱۹۳۳ - عشق «Սէր» (پاریس)
- ۱۹۴۳ - ترانه ارمنستان «Հայերգութիւն» (قاهره)
- ۱۹۴۴ - غزلیات «Տաղարան» (قاهره)
- ۱۹۴۵ - مجموعه اشعار «Ամբողջական երկեր» (قاهره ՝ ۱۵ جلد، تاکنون ۹ جلد به چاپ رسیده)
- ۱۹۵۸ - اشعار «Երկեր» (ایروان)
- ۱۹۷۰ - «Հատընտիր» (ایروان)
- ۱۹۷۸ - «Իրիկվան խորհուրդներ» (ایروان)